# Placement
Un placement est le fait de bloquer pendant une certaine durée un certain montant d'épargne dans une opération financière pouvant apporter un gain.
Au niveau de la finance des particuliers (épargnants), le terme est parfois utilisé plutôt que celui d'« investissement ».

## Attributs du placement: rentabilité et risque
La notion de placement comporte généralement un espoir de gain (rentabilité) couplé à une prise de risque.
Même un simple dépôt d'épargne ou l'achat d'un titre de l'État est sujet aux vicissitudes monétaires. Cela dit, la notion de placement comparée à celle de spéculation, comporte une connotation de risque plus modéré ou maîtrisable, et en contrepartie une rentabilité, au sens d'espérance mathématique de gain, également plus modérée.
En science financière, le ratio de Sharpe est un indicateur qui présente le rapport entre la rentabilité attendue et le risque d'une opération financière.

## Types de placements
Les placements peuvent être de natures très diverses. Le plus souvent, ils consistent en :
- dépôts, confiés à un organisme financier, chargés de les faire fructifier (banque notamment), les placements sont dans ce cas du type livret épargne ou compte rémunéré ;
- achats d'actifs financiers (actions, obligations, etc.), ou immobiliers ;
- plans de placement, nécessitant des versements successifs périodiques, tels que, par exemple, le plan d'épargne logement.

Mais cela est loin d'être limitatif, l'acquisition d'un cheval de course, la signature d'un contrat d'exclusivité avec un chanteur, ou la détention d'un tableau de maître, peuvent être tout autant considérés et utilisés comme des placements.
Des placements éthiques existent, lesquels sont basés sur des critères de transparence, de solidarité et de RSE.

## liens externes
- fiscalité de l'épargne sur lafinancepourtous (site internet public)